# Эт-Телль-эль-Абьяд (район)
Эт-Телль-эль-Абьяд (араб. تل أبيض‎) — район (минтака) в составе мухафазы Эр-Ракка, Сирия. Административным центром является город Эт-Телль-эль-Абьяд.

## География
Район находится на севере Сирии. На востоке граничит с мухафазами Эль-Хасака и Дейр-эз-Зор, на юге с районом Эр-Ракка, на западе с мухафазой Халеб, а на севере с Турцией.

## Административное деление
Район разделён на 3 нахии.
| Нахия              | Административный центр | Население (2004 г.), чел. | Карта |
| ------------------ | ---------------------- | ------------------------- | ----- |
| Эт-Телль-эль-Абьяд | Эт-Телль-эль-Абьяд     | 44 671                    |       |
| Сулук              | Сулук                  | 44 131                    |       |
| Айн-Исса           | Айн-Исса               | 40 912                    |       |